# César Quesada
César Miguel Quesada de la Gala (Madrid, 6 de julio de 1969), conocido como César Quesada o simplemente César, es  un exfutbolista y médico español. Durante su trayectoria deportiva, jugó en la demarcación de portero. Actualmente se desempeña como jefe médico del Elche Club de Fútbol.

## Trayectoria
Aunque nació en Madrid, su familia se trasladó siendo él pequeño a la localidad alicantina de Guardamar del Segura. Iniciándose en las categorías inferiores del Alone de Guardamar, pronto pasaría a enrolarse en la cantera del Elche CF. César debuta en la temporada 1988-1989 con el primer equipo ilicitano en Primera División, en concreto el 21 de mayo de 1989 en un encuentro ante el CA Osasuna en el que los ilicitanos perderían 0-1 con gol de Pizo Gómez. César acabó disputando las últimas seis jornadas de Liga en la portería del Elche CF. Su trayectoria continuaría en el Elche CF hasta la temporada 93-94, gozando de muy pocos minutos en las temporadas que estuvo en el club franjiverde y coincidiendo también con el descenso del club a Segunda División B en 1992.
Al acabar la temporada 93-94 y tras finalizar contrato con el Elche CF, César firma por el Novelda CF, con el que ascendería de Tercera División a Segunda División B durante las temporadas 1994-1995 y en el que fue uno de los jugadores más destacados del Grupo IV de la Segunda División B durante la temporada 95-96. Esa misma temporada es contratado por el equipo murciano del Mar Menor, disputando la liguilla final de ascenso a Segunda División B con dicho equipo que también acabó ascendiendo a Segunda División B. Tras su paso por el Novelda CF, la carrera de César reflotaría fichando por el Recreativo de Huelva, por el que firma en 1996, realizando grandes campañas en la portería del equipo onubense, y llevando al equipo desde la Segunda División B hasta la Primera División. César Quesada jugó en el Recreativo de Huelva desde 1996 a 2003, con un paréntesis de un año (99-00) en el que jugó en el CD Logroñés.
Acabó retirándose como jugador profesional en el año 2003 tras la disputa de la Copa del Rey ante el RCD Mallorca, en el que recibió de manos de Juan Carlos I, y como capitán del Recreativo de Huelva, el trofeo de subcampeón del trofeo de Copa del Rey de esa temporada. Añadir que con el club onubense consiguió el título de Trofeo Zamora de Segunda División de España. Tras retirarse continua en el Club como jefe de los servicios médicos hasta la temporada 2011/12, en la que pasa a ocupar este puesto en uno de los principales equipos de su provincia de origen, el Elche Club de Fútbol.

## Clubes
| Club                           | País   | Año         | Partidos | Goles |
| ------------------------------ | ------ | ----------- | -------- | ----- |
| Elche Ilicitano Club de Fútbol | España | 1987 - 1988 | 0        | 0     |
| Fútbol Club Torrevieja         | España | 1988 - 1989 | 0        | 0     |
| Elche CF                       | España | 1988 - 1994 | 0        | 0     |
| Novelda CF                     | España | 1994 - 1996 | 0        | 0     |
| Mar Menor Club de Fútbol       | España | 1995 - 1996 | 0        | 0     |
| Real Club Recreativo de Huelva | España | 1996 - 1999 | 0        | 0     |
| CD Logroñés                    | España | 1999 - 2000 | 15       | 17    |
| Real Club Recreativo de Huelva | España | 2000 - 2003 | 88       | 0     |

Actualización 17 de noviembre de 2013.